# Jean-Joseph Benjamin-Constant

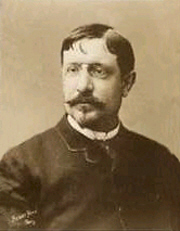
Jean-Joseph Benjamin-Constant, omkring 1890

Jean-Joseph Benjamin-Constant, född 10 juni 1845 och död 26 maj 1902, var en fransk målare.
Benjamin-Constant följde den orientaliska riktning, med kraftig kolorit, som Eugène Delacroix inlett. Han hämtade sina motiv från Spanien och Marocko, men verkade även som porträttmålare. Bland hans främsta verk märks Justice de chérif på Louvren.